# Sebastian Vettel
Sebastian Vettel (nascut el 3 de juliol de 1987 a Heppenheim, Alemanya) és un expilot d'automobilisme. És tetracampió de Fórmula 1. Ha estat pilot en les escuderies BMW Sauber F1 Team, Scuderia Toro Rosso, Red Bull Racing, Scuderia Ferrari i Aston Martin Racing. Es va retirar l'any 2022.
La darrera temporada 2022 va competir per l'equip Aston Martin de Fórmula 1, al costat de Lance Stroll. És el pilot més jove en aconseguir un Campionat del Món de Formula 1 (a la Temporada 2010 de Fórmula 1) i el més jove en fer-ho quatre cops (temporades 2010, 2011, 2012 i 2013). També és el segon pilot més jove en competir en un Gran Premi, en el Gran Premi dels Estats Units del 2007, només superat per l'encara més jove Mike Thackwell. Ostenta el rècord de ser el pilot més jove en assolir puntuar en la categoria, en la seva primera carrera, el més jove en liderar un Gran Premi, el Gran Premi del Japó del 2007, i el més jove en aconseguir la pole position, un podi i una victòria en un Gran Premi, rècords que va obtenir en el Gran Premi d'Itàlia del 2008. I el més jove en ser campió del món, bicampió, tres vegades campió del món, i quatre vegades campió del món.

## Biografia

### Inicis en l'automobilisme

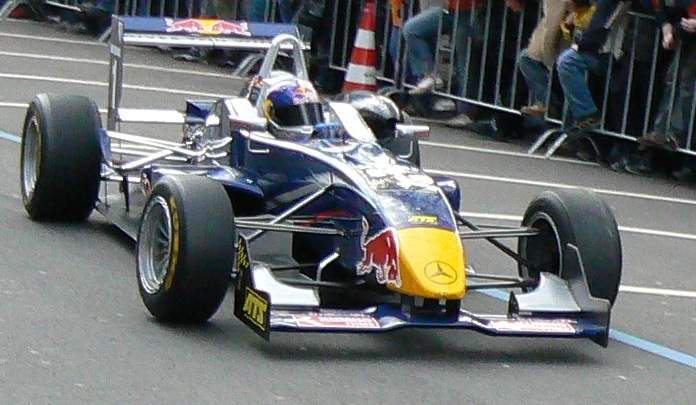
Sebastian Vettel pilotant el seu monoplaça de Fórmula 3 Euroseries en el 2006.

#### Karting (1995-2002)
Vettel va començar a córrer karts a 1995, guanyant diversos títols com el Junior Monaco Kart Cup (2001).

#### Fórmula BMW (2003-2004)
El 2003, actualitzat a obrir cotxes de roda, i va guanyar el 2004 Campionat alemany de Fórmula BMW, amb 18 victòries en 20 curses.

#### F3 Euroseries (2005-2006)
El 2005 va conduir per ASL Mucke Motorsport a la Euroseries de Fórmula 3. Va ser col·locat cinquè en la classificació final amb 64 punts, guanyant els honors millor novell de l'any. No va guanyar cap carrera, però això es deu en gran part a la dominació pel campionat, Lewis Hamilton. Malgrat això, es va provar el Williams FW27 de Fórmula Un dels cotxes el 27 de setembre com una recompensa per l'èxit d'aquesta Fórmula BMW. A continuació, va passar a la prova per a l'equip BMW Sauber.
Vettel va acabar com a subcampió en la F3 Euroseries 2006, darrere de líder de la sèrie i el seu company d'equip Paul di Resta.

#### World Series by Renault (2006-2007)
També va fer el seu debut a les World Series by Renault a Misano, va ser desqualificat després de guanyar el Pastor Maldonado. No obstant això, en la propera ronda a Spa-Francorchamps, el dit era gairebé tallats per la runa que volen en un accident, i ell S'espera que estigui fora de la competició durant diverses setmanes. No obstant això, se les va arreglar per competir en l'últim Masters de F3 a Zandvoort el cap de setmana següent, acabant en sisè lloc. Així mateix, tercer millor temps, i va sorprendre al seu cap d'equip ASM Frédéric Vasseur. Vasseur, va dir: "Jo estava impressionat amb seguretat, perquè a començaments de la setmana que vaig estar segur que no cursa! No obstant això, va mostrar un bon ritme de la primera sessió d'entrenaments. No em puc imaginar que és 100 per cent però si més no sabem que podem ser competitius en la propera ronda de la F3 Euroseries en el pròxim cap de setmana Nürburgring - que és important ".
Vettel va competir a les World Series by Renault el 2007, i va prendre la seva primera victòria al circuit de Nürburgring. Va ser el líder del campionat, quan va ser cridat a la Fórmula 1 de forma permanent, i el seu lloc va ser ocupat per Michael Ammermüller.

#### Pilot de proves de BMW Sauber (2006-2007)

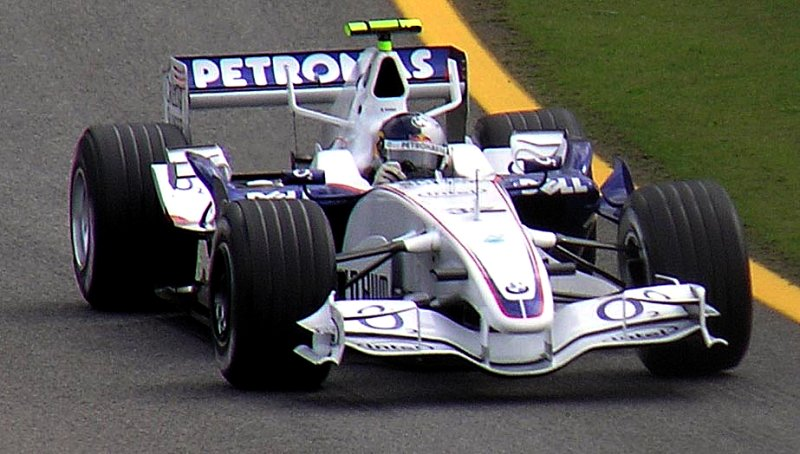
Vettel en els entrenaments del Gran Premi del Brasil del 2006.

Vettel va passar a ésser el pilot de proves de l'escuderia BMW Sauber en el Gran Premi de Turquia del 2006, quan Robert Kubica, l'anterior tercer pilot, va reemplaçar a Jacques Villeneuve en l'escuderia germana. El jove va impressionar marcant el millor temps en la segona sessió d'entrenaments del Gran Premi de Turquia, així com va soprendre marcant el millor temps en les dues sessions del Gran Premi d'Itàlia del 2006. Per a la 2007 va ser confirmat com el tercer pilot de BMW Sauber, a la vegada que competia en les World Series by Renault, on va guanyar per primera vegada a Nürburgring. Lideraba el campionat quan el va haver de deixar per a dedicar-se a la Fórmula 1, ocupant el seu lloc Michael Ammermüller.

### Debut amb BMW Sauber (2007)

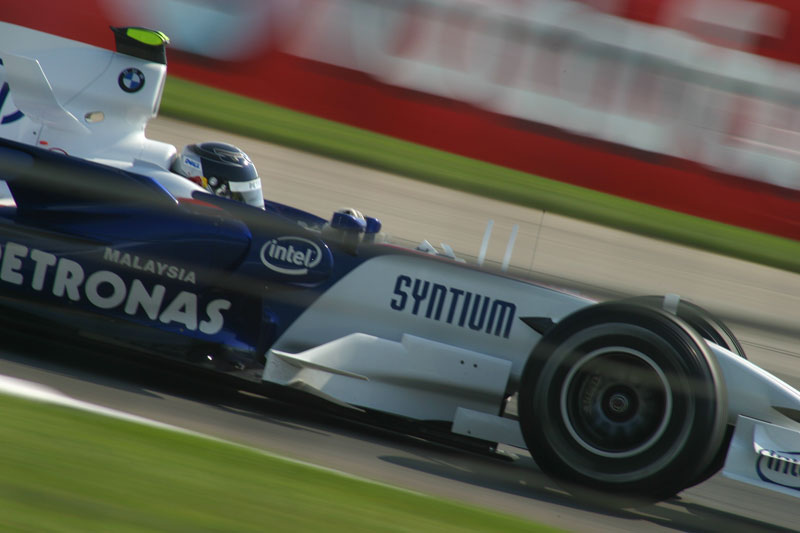
Vettel en el seu debut en la Fórmula 1, en el Gran Premi dels Estats Units del 2007.

Després del greu accident de Robert Kubica en el Gran Premi del Canadà del 2007, Vettel el va substituir en el Gran Premi dels Estats Units, sortint des de la setena posició per acabar finalitzant la cursa en el vuitè lloc. Aquest resultat li va permetre ésser el pilot més jove en puntuar en la Fórmula 1, amb dinou anys i tres-cents quaranta-nou dies, essent el rècord anteriorment obtingut per Jenson Button, el qual amb vint anys i seixanta-set dies havia acabat el sisè en el Gran Premi del Brasil del 2000.

### Etapa amb Toro Rosso (2007-2008)

#### Temporada 2007
El 31 de juliol del 2007, BMW Sauber va permetre a Vettel unir-se a la Scuderia Toro Rosso per poder competir a partir del Gran Premi d'Hongria, reemplaçant a Scott Speed, i guanyant uns cent seixanta-cinc mil dòlars per acabar la temporada amb l'escuderia itàliana. Abans de la carrera de Hungaroring, es va fer públic que Vettel continuaria en l'equip durant la temporada 2008, essent el seu company d'equip Sébastien Bourdais.

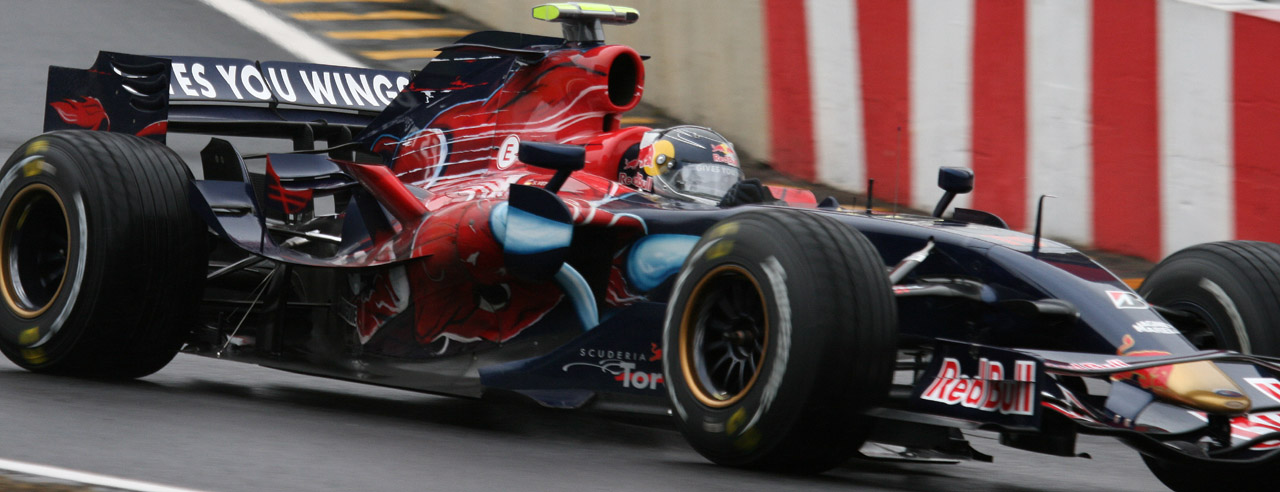
Sebastian Vettel pilotant el STR2 per Toro Rosso en el Gran Premio de Brasil del 2007.

Vettel va lluitar per mantenir el ritme del seu company d'equip, Vitantonio Liuzzi, en les carreres d'Hongria, Turquia, Itàlia i Bèlgica, sense arribar a superar als cotxes de la meitat inferior de la graella (Toyota, Honda, Super Aguri i el Toro Rosso) mateix. En el Gran Premi del Japó del 2007, Vettel va arribar a ésser tercer després de Lewis Hamilton i Mark Webber, de manera que per uns moments semblava que podria aconseguir el seu promer podi, que també hagués estat el primer de l'escuderia italiana. Tot i així, durant un període en què va sortir el cotxe de seguretat, Vettel va col·lidir amb Webber. El jove alemany va ser sancionat amb la pèrdua de deu posicions a la graella de sortida de cara a la següent cursa, però la penalització no va dur-se a efecte a causa de la publicació d'un video al youtube per part d'un espectador que havia filmat l'incident i l'havia penjat a la xarxa, fent que la investigació es tornés a reeobrir. Més endavant, Mark Webber va culpar a Hamilton de l'accident, declarant que el britànic havia fet "un pèssim treball" després que aparegués el cotxe de seguretat en pista, frenant bruscament i variant el seu traçat.
A la setmana següent en el Gran Premi de la Xina, Vettel va obtenir el quart lloc alhora que el seu company d'equip, Vitantonio Liuzzi, quedava sisè, aconseguint no només el seu millor resultat en la categoria, sinó també el millor resultat obtingut per l'escuderia Scuderia Toro Rosso. Finalment, en la cita final del mundial, en el GP de Brasil, va haver de retirar-se a causa d'un problema hidràulic en el seu monoplaça.
A més a més, Vettel va competir en la Race of Champions del 2007, representant a l'equip alemany al costat de Michael Schumacher. Vettel i Schumacher van guanyar la Copa de Nacions per a Alemanya, havent de batre a l'ex campió rally Marcus Grönholm i a Heikki Kovalainen, actual pilot del McLaren, després que Schumacher calés el seu cotxe. Sin embargo, Vettel perdió en la primera ronda del campeonato individual frente a Kovalainen.

#### Temporada 2008

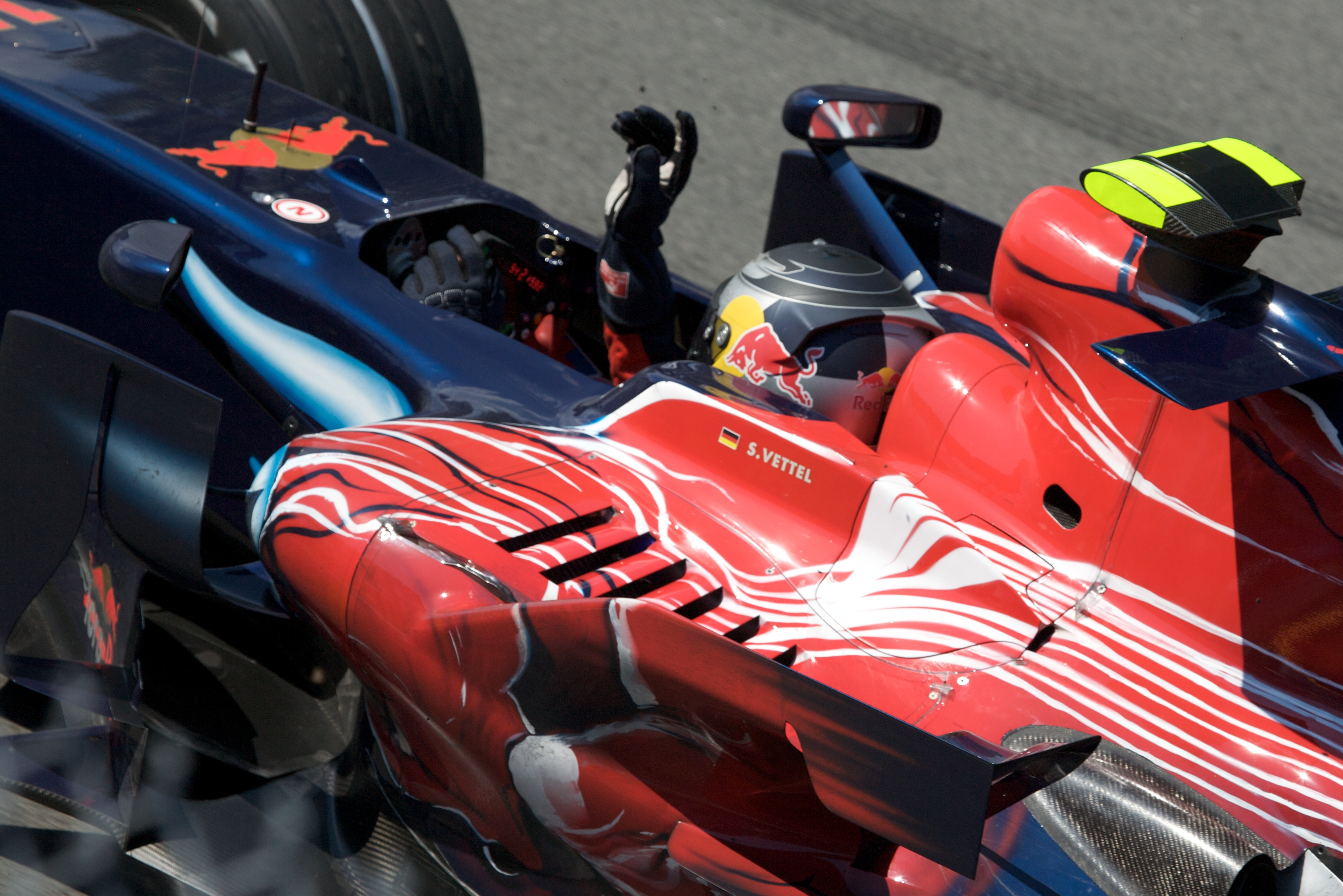
Vettel pilotant el STR3 en el Gran Premi del Canadà del 2008.

La temporada 2008 no va començar bé per al jove alemany, amb un accident en les primeres voltes en l'Austràlia, on un accident en la tercera ronda de classificació juntament amb uns problemes de fiabilitat en el Malàisia i Bahrain que el van obligar a retirar-se, convertint-lo així en l'únic pilot que no acabava cap de les tres primeres carreres de la temporada. A Montmeló no va millor la seva sort, on va col·lidir amb el cotxe d'Adrian Sutil en la primera volta.
La seva mala sort va acabar en el Turquia, on va aconseguir acabar la carrera. Tot i així, una punxada en la primera volta i un problema amb una de les seues provisions de combustible van causar que acabés la carrera en la dissetena i última posició, després d'haver sortit des del catorzè lloc de la graella de sortida. En la sisena ronda del mundial, en el Gran Premi de Mònaco, el jove germànic va aconseguir els seus primers punts de la temporada en acabar cinquè després d'haver sortit des de la dinovena posició degut a una penalització per haver canviat la seva caixa de canvis. En el Canadà va sumar un altre punt als ja obtinguts en acabar vuitè després de sortir des de l'últim lloc de la graella.
L'anunci de la retirada de David Coulthard de la Fórmula 1 va iniciar els rumors sobre la possibilitat que el jove alemany ocupés un lloc en l'escuderia Red Bull Racing el pròxim any, rumor que es confirmaria en el Gran Premi d'Alemanya. En aquest circuit va acabar en la vuitena posició, sumant un nou punt i igualant la seva puntuació total de la temporada anterior. En el Gran Premi d'Europa, el joven pilot va aconseguir un sisè lloc en la graella de sortida, la qual va ser la seva posició final en la cursa. En la següent carrera, en el Bèlgica, va obtenir una cinquena plaça, afegint quatre punts als ja aconseguits anteriorment. Tot i així, la seva progressió no finalitzaria allà, i en un plujós Gran Premi d'Itàlia va assolir la primera pole position de la seva carrera en la Fórmula 1, que més tard va acabar d'arrodonir amb la seva primera victòria, convertint-se així en el pilot més jove de la història en aconseguir una pole, un podi i una victòria, rècords anteriorment obtinguts per Fernando Alonso.

### Etapa amb Red Bull Racing (2009-2015)

#### Temporada 2009

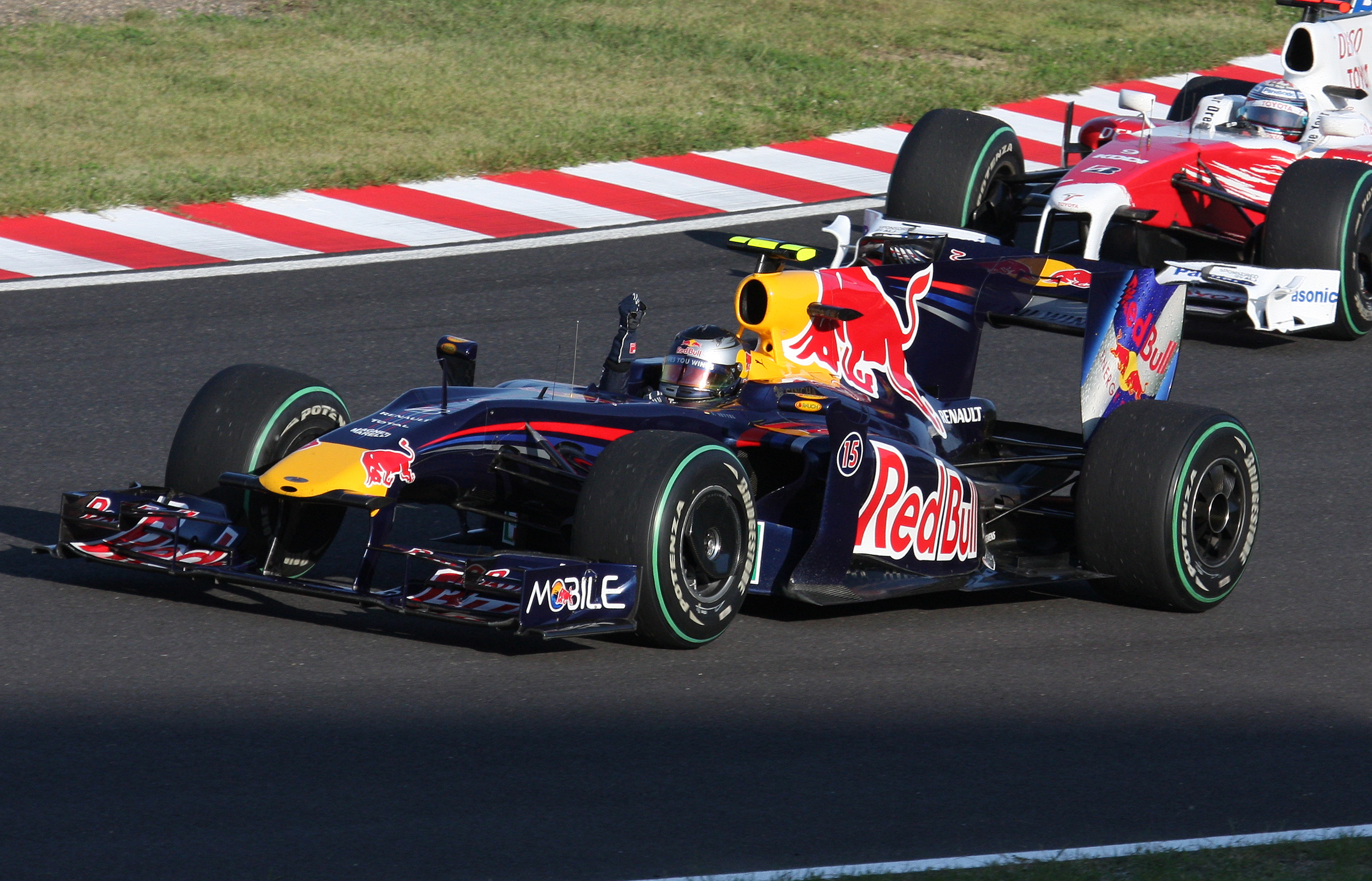
Sebastian Vettel pilotant el Red Bull en el Gran Premi del Japó del 2009.

A l'inici de la temporada 2009, Vettel substituirà David Coulthard a Red Bull Racing.
Vettel va començar fort en el Gran Premi d'Austràlia, es va classificar tercer i en funcionament en el segon per a la majoria de la cursa. No obstant això, un xoc amb Robert Kubica en el segon lloc en la tornada de l'últim terç de la carrera va obligar a tots dos a retirar-se. Vettel va tractar d'acabar la carrera amb tres rodes, darrere del cotxe de seguretat per salvar alguns punts, però finalment es va treure de banda. Va pensar que seria capaç d'intentar-ho perquè la bandera groga a conseqüència de la seva incident prohibeix avançar, en el seu lloc se li va donar una penalització de deu quadrícula lloc per a la pròxima cursa, el Gran Premi de Malàisia, i el seu equip va ser multat per ordenant-li mantenir-se en el camí després de produir el dany. A Malàisia, es titula en tercera posició, però va ser degradat fins a 13, a causa dels seus deu anys de caiguda de xarxa de lloc. Es va donar la volta de la carrera, mentre que vuitena, just abans de la cursa es va aturar a causa de condicions meteorològiques adverses. No obstant això, a la Xina va passar a la pole position, la primera per l'equip de Red Bull Racing. Va arribar a guanyar la cursa per davant del seu company Mark Webber, de nou per primera vegada en el seu equip, que va obtenir la seva primera victòria i doblet en la mateixa carrera.
En el Gran Premi de Bahrain, Vettel qualificat en tercer lloc amb un temps d'1:34.015 i va acabar 2n darrere de Jenson Button en la cursa. En el Gran Premi espanyol, es titula en el segon, però va acabar la cursa en quart lloc, darrere del seu company Mark Webber, que va acabar en tercer lloc. Vettel va guanyar el Premi de la Gran Bretanya després de la pole en la qualificació. En el Gran Premi d'Alemanya es va classificar quart i va acabar segon, darrere del seu company d'equip Mark Webber, que va guanyar el seu primer Gran Premi. En el Gran Premi d'Hongria Vettel va classificar segon després d'una accidentada classificació, però va haver de retirar de la cursa en la volta 30 després que el seu automòbil va patir danys pel contacte amb el cotxe de Kimi Räikkönen abans de la carrera.
En el Gran Premi d'Europa que es va classificar quart, però va haver de retirar-se de la carrera amb un error de motor. Va ser error de motor segona Vettel durant el cap de setmana. Es va acabar tercer al Gran Premi de Bèlgica, i va lluitar per mantenir el ritme a Monza, acabant 8è a una cursa que havia guanyat. Es va classificar 2n a Singapur, però se li va donar una unitat, encara que per excés de velocitat al pit lane i va danyar el difusor en una vorera, lluitant a 4t. Posteriorment, va guanyar el Gran Premi del Japó des de la pole position. Durant el Gran Premi de Brasil a São Paulo, Vettel va quedar fora d'una classificació completament amarat després d'acabar en 16a posició.
El 2009, en el GP del Brasil darrere de Vettel el 16è rival pel títol Jenson Button (14 º) i Rubens Barrichello (1), el seu company Mark Webber 2 º amb Adrian Sutil de Force Índia qualificada 3. Vettel necessita per marcar com a mínim 2 º lloc d'aquesta cursa per mantenir vives les seves esperances de títol. Va acabar 4t amb 5 botons d'acabat donant el botó i movent el Campionat Vettel fins a 2n lloc. Es va reclamar oficialment el 2n lloc en guanyar l'edició inaugural d'Abu Dhabi Grand Prix, de nou davant del seu company Webber i Button completant el podi. Mitjançant el botó de no guanyar l'última carrera, Sebastian Vettel es va convertir en l'únic pilot capaç de guanyar carreres tant en la primera i la segona meitat de la temporada 2009. A la carrera, també va marcar el seu tercer millor temps de l'any, portant-lo al nivell del seu company Webber. No obstant això, les voltes més ràpides, com Vettel segon més, va guanyar el 2009 DHL Volta ràpida Premi.

#### Temporada 2010

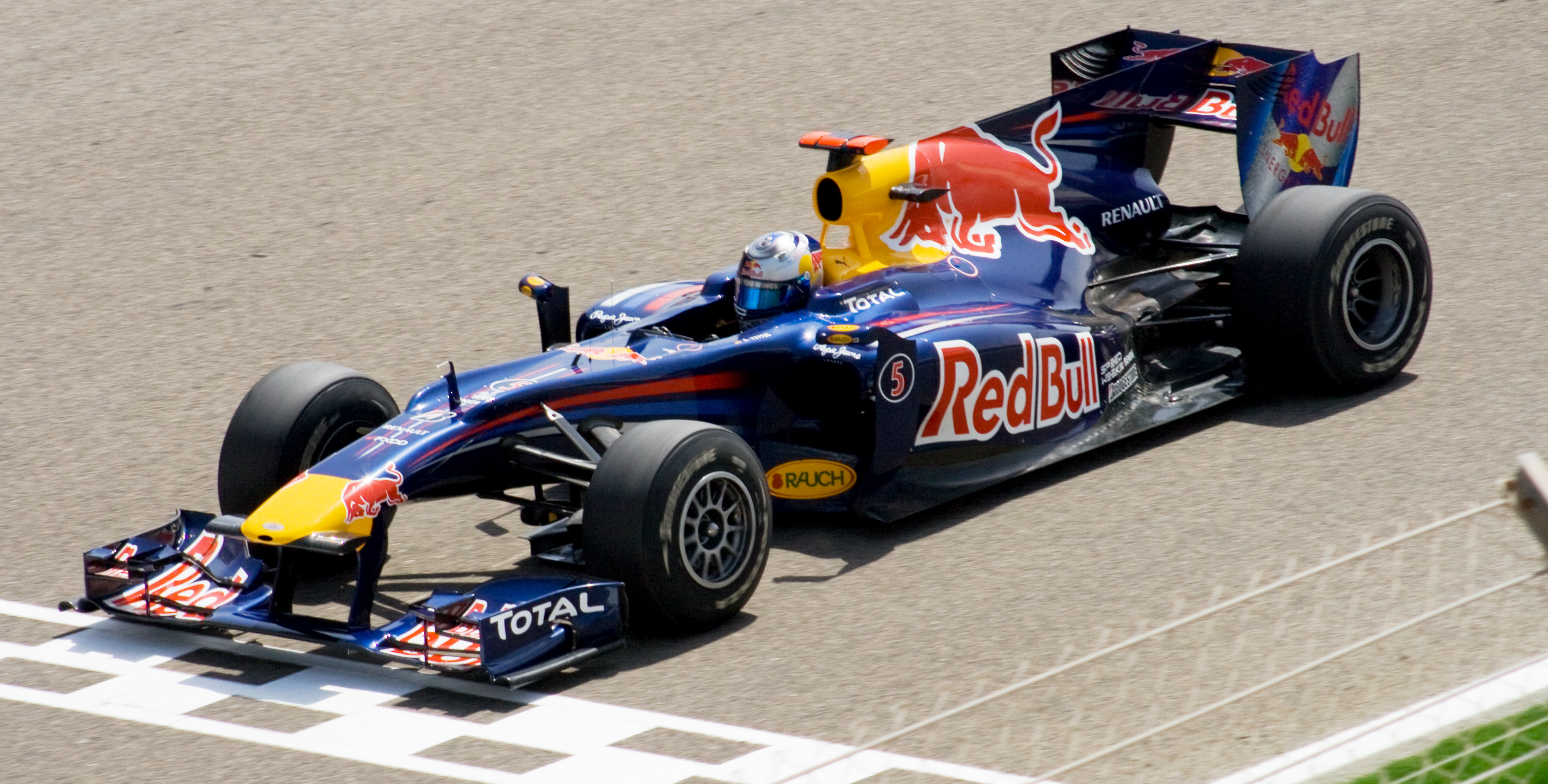
Sebastian Vettel pilotant el Red Bull en el Gran Premi de Bahrain del 2010.

Una temporada on ell i el seu equip, ja eren favorits. La temporada va començar al Gran Premi de Bahrain del 2010 on va fer pole position i la victoria no la va aconseguir per un problema de motor on va haver de reduir potència quedant 4t. Després van a Meloburne, on el Gran Premi d'Austràlia del 2010 es va haver de retirar per problemes de frens, ja anaves dues pole position que no va poder convertir.
Sebastian Vettel va guanyar el seu primer Campionat del món de Fórmula 1.

#### Temporada 2011
Sebastian Vettel es va proclamar per segon any consecutiu Campió del món de Fórmula 1.

#### Temporada 2012
Sebastian Vettel es va proclamar per tercer any consecutiu Campió del món de Fórmula 1.

#### Temporada 2013
Sebastian Vettel es va proclamar per quart any consecutiu Campió del món de Fórmula 1.

## Resultats a la Fórmula 1
- (codi de colors) Les curses en negreta indiquen pole position; les curses en cursiva, volta ràpida.

| Any  | Escuderia          | 1       | 2       | 3       | 4       | 5      | 6       | 7       | 8       | 9       | 10      | 11      | 12     | 13      | 14      | 15      | 16    | 17      | 18      | 19    | 20    | Posició | Punts |
| ---- | ------------------ | ------- | ------- | ------- | ------- | ------ | ------- | ------- | ------- | ------- | ------- | ------- | ------ | ------- | ------- | ------- | ----- | ------- | ------- | ----- | ----- | ------- | ----- |
| 2007 | BMW Sauber         | AUS TD  | MAL TD  | BAH     | ESP     | MON    | CAN     | EUA 8   | FRA     | GBR     | EUR     |         |        |         |         |         |       |         |         |       |       | 14º     | 6     |
| 2007 | Toro Rosso         |         |         |         |         |        |         |         |         |         |         | HON 16  | TUR 19 | ITA 18  | BEL Ret | JPN Ret | XIN 4 | BRA Ret |         |       |       | 14º     | 6     |
| 2008 | · Toro Rosso       | AUS Ret | MAL Ret | BAH Ret | ESP Ret | TUR 17 | MON 5   | CAN 8   | FRA 12  | GBR Ret | GER 8   | HON Ret | EUR 6  | BEL 5   | ITA 1   | SIN 5   | JPN 6 | XIN 9   | BRA 4   |       |       | 8è      | 35    |
| 2009 | · Red Bull Renault | AUS 14  | MAL 15  | XIN 1   | BAH 2   | ESP 4  | MON Ret | TUR 3   | GBR 1   | GER 2   | HON Ret | EUR Ret | BEL 3  | ITA 8   | SIN 4   | JPN 1   | BRA 4 | ABU 1   |         |       |       | 2n      | 84    |
| 2010 | · Red Bull Renault | BHR 4   | AUS Ret | MAL 1   | XIN 6   | ESP 3  | MON 2   | TUR Ret | CAN 4   | EUR 1   | GBR 7   | GER 3   | HON 3  | BEL 15  | ITA 4   | SIN 2   | JPN 1 | KOR Ret | BRA 1   | ABU 1 |       | 1r      | 256   |
| 2011 | Red Bull-Renault   | AUS 1   | MAL 1   | XIN 2   | TUR 1   | ESP 1  | MON 1   | CAN 2   | EUR 1   | GBR 2   | ALE 4   | HON 2   | BEL 1  | ITA 1   | SIN 1   | JPN 3   | KOR 1 | IND 1   | ABU Ret | BRA 2 |       | 1r      | 392   |
| 2012 | Red Bull-Renault   | AUS 2   | MAL 11  | XIN 5   | BAH 1   | ESP 6  | MON 4   | CAN 4   | EUR Ret | GBR 3   | ALE 5   | HON 4   | BEL 2  | ITA ≠22 | SIN 1   | JPN 1   | KOR 1 | IND 1   | ABU 3   | EUA 2 | BRA 6 | 1r      | 281   |
| 2013 | Red Bull-Renault   | AUS 3   | MAL 1   | XIN 4   | BAH 1   | ESP 4  | MON 2   | CAN 1   | GBR Ret | ALE 1   | HON 3   | BEL 1   | ITA 1  | SIN 1   | KOR 1   | JPN 1   | IND 1 | ABU 1   | EUA 1   | BRA 1 |       | 1r      | 397   |
| 2014 | Red Bull-Renault   | AUS Ret | MAL 3   | BAH 6   | XIN 5   | ESP 4  | MON Ret | CAN 3   | AUT Ret | GBR 5   | ALE 4   | HON 7   | BEL 5  | ITA 6   | SIN 2   | JPN 3   | RUS 8 | EUA 7   | BRA 5   | ABU 8 |       | 5è      | 167   |

- Vettel només va córrer per BMW Sauber al Gran Premi dels Estats Units; va disputar la resta de curses amb l'equip Toro Rosso.